# Programa Brasileiro de Etiquetagem Veicular
Programa Brasileiro de Etiquetagem Veicular (PBEV) é um programa coordenado pelo Instituto Nacional de Metrologia, Qualidade e Tecnologia (INMETRO) que vigora desde abril de 2009 por meio da qual os veículos produzidos e importados para o Brasil são classificados de acordo com sua eficiência energética, ou seja, seu consumo de combustível. Os modelos são comparados com outros de sua categoria, considerando tamanho e caraterísticas de uso. O programa tem no total 14 categorias.
Os ensaios do PBEV são baseados na metodologia da Society of Automotive Engineers (SAE) e os dados de eficiência energética dos veículos elétricos seguem a mesma metodologia definida pela Environmental Protection Agency (EPA).